# STS-61-A
STS-61-Aは、アメリカ航空宇宙局 (NASA) のスペースシャトル計画の22回目の飛行である。西ドイツが資金拠出及び運用を行ったスペースラブによる科学ミッションであり、そのため、NASAの付番とは異なるD-1(Deutschland-1)という番号も持つ。STS-61-Aは、1986年のSTS-51-Lで爆発したチャレンジャーのミッションとしては、最後に成功したものとなった。STS-61-Aの乗組員は8人で、打上げから帰還まで1機の宇宙船に乗っていた人数としては、現在も最多の記録である。
このミッションでは、スペースラブで76の実験が行われ、成功したと宣言されている。ペイロードの運用は、NASAのコントロールセンターではなく、オーバーパッフェンホーフェンにあるドイツ航空宇宙センターで行われた。

## 乗組員
- 船長 - ヘンリー・ハーツフィールド (3)
- 操縦手 - スティーブン・ネーゲル（英語版） (2)
- ミッションスペシャリスト1 - ボニー・J・ダンバー (1)
- ミッションスペシャリスト2 - ジェームズ・ブフリ（英語版） (2)
- ミッションスペシャリスト3 - ギオン・ブルーフォード (2)
- ペイロードスペシャリスト1 - ラインハルト・フラー（英語版）、DLR (1)
- ペイロードスペシャリスト2 - エルンスト・メッサーシュミット（英語版）、DLR (1)
- ペイロードスペシャリスト3 - ウッボ・オッケルス（英語版）、ESA (1)

### バックアップ
- ペイロードスペシャリスト3 - ウルフ・メルボルト、ESA

## ミッションの概要

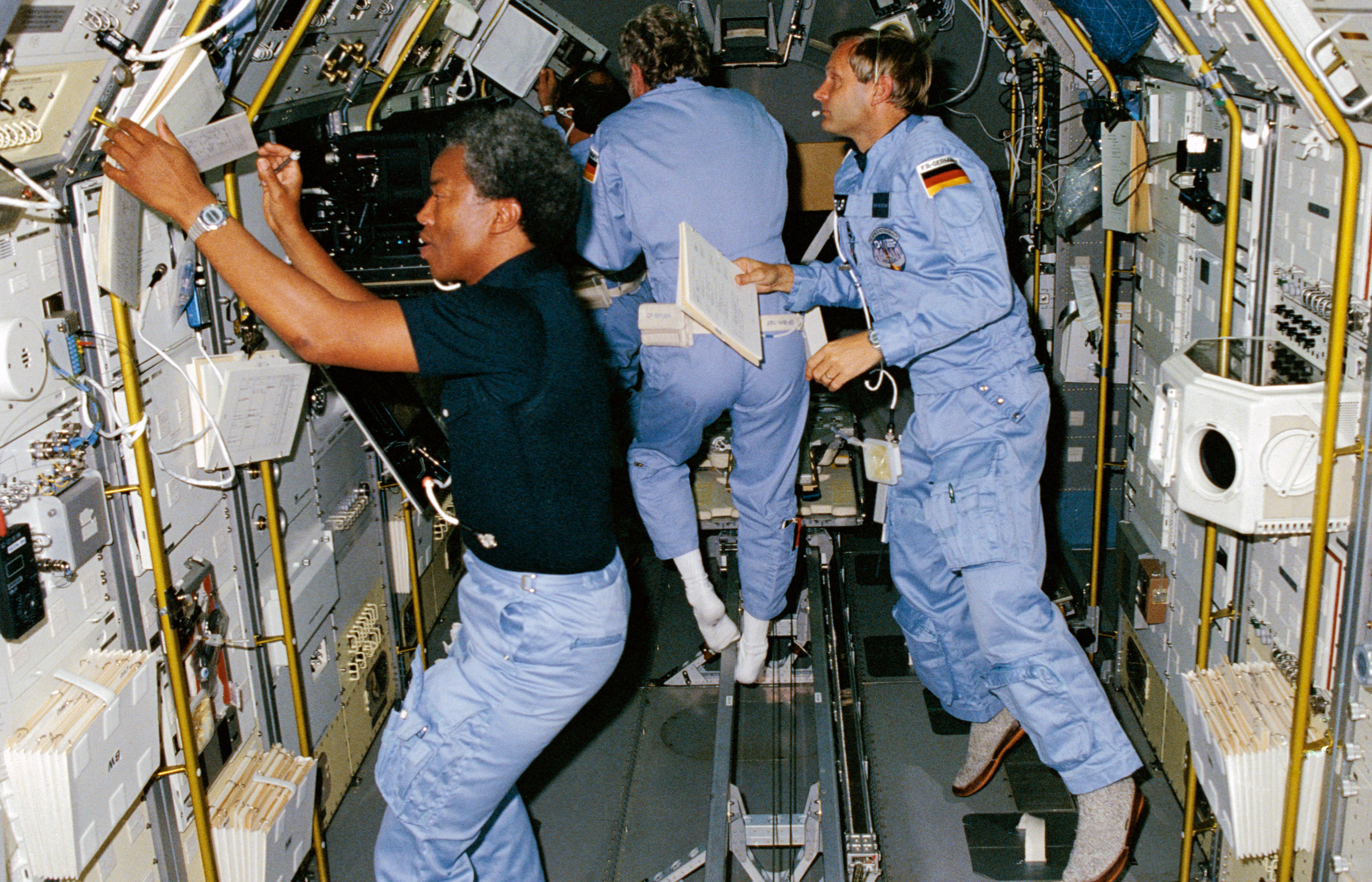
スペースラブで作業を行うSTS-61-Aの乗組員

チャレンジャーは、1985年10月30日午後0時00分 (EST) にケネディ宇宙センターの第39発射施設Aから打ち上げられた。資金と運用の大部分を他国が行う初めてのスペースシャトルのミッションとなった。また、乗組員が8人の唯一のミッションとなった。乗組員は、船長のヘンリー・ハーツフィールド、操縦手のスティーブン・ネーゲル、ミッションスペシャリストのボニー・J・ダンバー、ジェームズ・ブフリ、ギオン・ブルーフォード、そしてペイロードスペシャリストは西ドイツのラインハルト・フラーとエルンスト・メッサーシュミット、ESAのウッボ・オッケルスであった。
このミッションの主目的は、ほぼ全てが微小重力と関連する一連の実験をスペースラブで行うことであった。スペースラブの飛行は4回目であった。その他2つの任務は、Global Low Orbiting Message Relay Satellite (GLOMR) のカードベイからの放出とペイロードベイのGerman Unique Support Structureと呼ばれる構造に搭載された5つの材料実験であった。実験には、毛細管現象、マランゴニ効果、拡散、臨界点等の流体物理学の実験、固化実験、単結晶成長の実験、混合物の実験、細胞機能、発生過程、重力を関知する植物の能力等の生物学実験、ヒトの重力の知覚、宇宙への適応過程等の医学実験等があった。
関心を集めた実験設備は、正確に制御された加速度で前後に動く被験者を乗せたシートとスペースラブの通路の由佳に固定されたレールからなるVestibular Sledである。シートに縛り付けられた被験者を詳細に測定することで、ヒトの前庭の機能組織と、微小重力下での前庭の適応のデータが得られた。そりによる加速実験は、内耳の熱刺激や目の視運動性刺激と組み合わせられた。
NASAはスペースシャトルを運用し、飛行中における安全性や制御の機能の全体に責任を負った。西ドイツは、7日間のミッションにおける科学研究に責任を負った。この機能を満足するため、地上にいるドイツの管制員は、軌道上の乗組員と連携して働いた。1日24時間実験を行うため、軌道上の乗組員は2つのチームに分かれた。地上と軌道の間の通信は、ミッションの間中、最適に保たれた。
GLOMR衛星の放出は成功し、スペースラブの分離構造に搭載された5つの実験機器も有益なデータを得た。チャレンジャーは、1985年11月6日、エドワーズ空軍基地第17滑走路に最後の着陸を行った。午後0時45分 (EST) に、7日と45分間のミッションを終えて、停止した。
STS-61-Aは、1986年1月28日のSTS-51-Lの打上げ時に爆発したチャレンジャーにとって、最後の成功したミッションとなった。